# Beneški Slovenci
Beneški Slovenci so pripadniki slovenske manjšine v Italiji, ki živijo v Beneški Sloveniji, pokrajini na zahodni strani meje Slovenije z Italijo. Poseljujejo predalpske doline, ki se odpirajo proti jugu in jadranskemu morju ter Benetkam. Območje je bilo skoraj 400 let v političnem okviru Beneške republike, do Napoleonove zasedbe teh krajev in ukinitve Beneške republike. Do tega trenutka so imeli Beneški Slovenci veliko politične avtonomije na območjih, katera so poseljevali. Po uvedbah centralnih oblasti najprej Napoleona, nato Avstrije, se je obseg avtonomije vse bolj ožil, kar je imelo posledice tudi v gospodarskem zaostajanju. Območje Beneške Slovenije obsega kar 6% ozemlja, ki so ga poseljevali Slovenci. Danes jim je ostalo zelo malo od njihovih državljanskih pravic, dve dvojezični šoli, nekaj kulturnih društev, dve župnišči, v katerih so še slovenske maše, in nekaj pevskih društev.

## Osebnosti Beneške Slovenije
- Anton Bankič (duhovnik)
- Jurij Bankič (Giorgio Banchig)
- Luisa Battistig (Batistič)
- Francesco Bergnach (Bernjak)
- Jožef Bernjak
- Anton Birtič (Birtig)
- Valentin Birtič - Zdravko (Birtig)
- Kir Blasutig (Blažutič)
- Luigi Blasutig (Blažutič)
- Marko Blasutig (Blažutič)
- Artur Blasutto
- Edi Bucovaz (Bukovac)
- Antonella Bukovaz
- Lorenzo Caucig
- Jožef Cedermac (Bepo Cedemaz)
- Emil Cenčič (Emilio Cencig)
- Marina Cernetig (Černetič)
- Giuseppe Chiabudini (Kjabudin)
- Luciano Chiabudini
- Roberto Chiacig (Kjačič)
- Aldo Clodig (Klodič)
- Davide Clodig (Klodič)
- Ado Cont
- Mario Cont
- Atilio Cormons
- Angel Peter Cracina (Kračina)
- Jožef Cramaro (Kramar, Kramer)
- Anton Cuffolo (Anton Kofol)
- Mario Černet
- Viljem Černo (it. Guglielmo Cerno)
- Bruna Dorbolo` (1947-2017)
- Lin Mihael Dorbolo`
- Mario Gariup
- Živa Gruden (Viviana Gruden), ustanoviteljica in dolgoletna vodja Dvojezičnega šolskega središča v Špetru)
- Bruno Gujon/Guion/Guyon, jezikoslovec, slavist
- Paskval Gujon (Pasquale Guion)
- Jože Kjačič (Giuseppe Chiacigh)
- Anton Klodič Sabladoski (Clodig)
- Ivan Klodič Sabladoski (Giovanni Clodig)
- Angel Kracina (Angel P. Cracina)
- Mario Lavrenčič (Laurencig)
- Aldo Madotto
- Rino Fortunato Markič
- Dionisio Mateucig
- Peter Negro (Černe)
- Gianni Osgnach (Ošnjak)
- Lovrenc Osgnach (Ošnjak)
- Jožko Ošnjak
- Lovro Petričič
- Pavle Petričič (it. Paolo Petricig)
- Peter Podreka
- Izidor Predan - Dorič
- Giorgio Qualizza
- Marino Qualizza (Hvalica)
- Vida Rucli
- Donatella Ruttar
- Riccardo Ruttar
- Pavel Šimac
- Rudi Šimac
- Vojmir Tedoldi
- Ivan Trinko - Zamejski
- Andreina Trusgnach (Trušnjak)
- Mirko Trusgnach  (Trušnjak)
- Božo Zuanella
- Pasquale Zuanella